# アタリジャパン
アタリジャパンとは、
1. 1973年に設立された、米国アタリ社の日本法人。
2. 2000年に設立された、仏国インフォグラム社の日本法人。

ここでは前者を「初代」、後者を「二代目」と区別して称する。

## 初代・アタリジャパン
この章における「アタリ（ジャパン）」は、ノーラン・ブッシュネルが創業したアタリを意味する。
アタリは「ポン」で成功した1973年末に日本にアタリジャパンを設立、本社は練馬区の中村橋駅近くに置かれた。初代社長は元水泳選手の匠賢一だが、有能な日本人社長が現れるまでのつなぎ役だった。
だがアタリジャパンは経営が軌道に乗らず、協力してくれる日本企業を探していた。そこへ国外への進出の機会をうかがっていた中村製作所（以下ナムコ、現・バンダイナムコエンターテインメント）の中村雅哉社長が目をつけ、これを引き受けた。しかし経営がさらに悪化したアタリジャパンはナムコに、日本での独占販売権を含めての売却を打診、結局中村製作所はこれにも合意した。
ナムコはアタリを始めとする複数のアメリカ製ゲームのメンテナンスを担当するうちに、自社でビデオゲームを作る技術を身につけ、これが「ジービー」「ギャラクシアン」等につながっていった。この時代のライセンスにはエレメカの「F1 (エレメカ)」、「キャニオンボンバー」、「ゼビウス」、「ポールポジション」等がある。ちなみに、80年代前半までの多くの業務用ビデオゲームで見かける字体を俗にナムコフォントと呼ばれているが、これはアタリの子会社であるキーゲームズが1976年に発表した業務用ビデオゲーム "Quiz Show"、"Sprint 2" または "Cannonball"で使われていた文字を元にリファインされたものである。
その後アタリ本社はアタリショックが原因により業績が悪化、1985年にアーケードゲーム部門がワーナーグループ傘下のまま「アタリゲームズ」と改名、ゲーム機部門が「アタリコープ」としてワーナーから分離した。ナムコはワーナー・コミュニケーションズの株券の半数弱を買い取り経営権を掌握。両社のライセンス関係はさらに強化された。「ガントレット」「マーブルマッドネス」もこの時代の代表作の一つである。
一方で、1979年9月頃から、それまで日本でのアタリ製品の取り扱いが独占的契約だったにも係わらず、アタリがセガ・タイトーに同社製品の販売を認めたことから、アタリに対し提訴する事態も生じていた。その後も「ウイニングラン」と「ハードドライビン」がお互いライセンスされないなど、双方の協力がうまく行かない事もあった。「スタンランナー」「クラックス」を輸入すると暫くは関係が続いたが、ナムコが1987年に東証二部上場した事と、1990年に中村が会長に退いたのをきっかけに、関係の解消を実施。両社間の役員・株券・関連会社の整理が行われた。ちなみに「アタリゲームズ」時代に輸入した作品は「ランパート」が最後となる。

## 二代目・アタリジャパン
この章における「アタリ（ジャパン）」は、後にインフォグラム社が買収したアタリを意味する。当稿ではアタリコープスがハードディスクメーカーのJTSに合併されてから、現在のアタリジャパンになった所までを解説する。
- 1996年：アタリコープがJTSにより吸収合併。
- 1998年：JTSが経営危機に陥り、ハズブロ・インタラクティブがアタリコープの知的所有権を買収。
- 2000年：ハズブロをフランス資本のインフォグラムが買収、同年日本法人のインフォグラムジャパン設立。
- 2003年：フランス本社を除く世界中の支店が「インフォグラム○○」から「アタリ○○」に社名変更。

日本は勿論「アタリジャパン」となったが、あくまでもインフォグラムの現地法人であり、初代のアタリジャパンとは無関係である。アタリマークも引き継がれているが、デザインは、例えばフジマークが初代はATARIの上、二代目はATARIの中央のAを兼ねているなどの変更箇所がある。
現在は消費者から規模の拡大、サービスの拡充が要求されている。しかし2006年12月29日にはアタリジャパンサポートセンターが閉鎖され、ユーザーの間では今後の動向が危ぶまれている。

### 主なゲーム
- 斑鳩（IKARUGA）
- ターミネーター3シリーズ
- ゴジラ怪獣大乱闘シリーズ
- ローラーコースタータイクーン3
- ATARIMIX Happy 10 Games
- V-RALLY3
- スタントマン
- DRIV3R

### リンク
- Atari, Inc.